# بونتي ( ايطاليا)
بونتي (فالدوتان : Pounté) هي بلدة ومدينة في منطقة وادي أوستا في شمال غرب إيطاليا.
تقع بونتي على الجهة اليمنى (الضواحي) من ديري بالتي، النهر الرئيسي في وادي أوستا، تبعد حوالي 24 كيلومترًا شرق العاصمة الإقليمية أوستا.

## جغرافيh

### إِقلِيم
تقع المدينة فوق مستوى البحر على ارتفاع 1722 قدم (525 مترًا)، تحدها مدن شامباي، وسان دوني، وشاتيلون، وشامبديبراز، وتبلغ ذروتها مع قمة جبل روفيتش عام 9587 قدم (2922 مترًا) توجد في المنطقة البلدية ثلاثة تيارات تسمى موليناز وماء نوار في فالدوتان باتوا، والتي تعني «مياه سوداء») وفاو.

### مناخ
تقع القرية على الضفة اليمنى للوادي الأوسط (إلى الضواحي) وبذالك تخضع لمناخ محلي لمواقع بلدان مختلفة جدًا على الضفة اليسرى.
في الواقع، تحافظ الجبال الشتوية على انخفاض درجات الحرارة التي تميل فيها البلاد لمدة شهرين من 20 نوفمبر إلى 30 يناير، بشكل أكثر حسماً وتلامس 14 درجة فهرنهايت (−10 ° C) أثناء النهار، مع ذروة في الليل في سنوات استثنائية 22 درجة فهرنهايت (−30 درجة مئوية).
خلال فصل الصيف، نظرًا لموقعها، تتمتع بإضاءة شمسية أكبر مقارنة بالمدن المجاورة، وبسبب ذلك فإن حساب ساعات سطوع الشمس على مدار العام متساوٍ إلى حد كبير.
تقع في المنطقة المناخية E (2971 درجة مئوية يوم) ولكن في ظل المساهمات الإقليمية للتدفئة، يتم تقييم جميع بلديات وادي أوستا كمنطقة مناخية F.

## تاريخ
خلال الفترة الفاشية، تم دمج بونتي في بلدية شاتيلون، في ذلك الوقت تسمى كاستيجليون دورا، بسبب برنامج إضفاء الطابع الإيطالي. ومن ثم تم ترميم المدينة في عام 1946.

## أصل الاسم
الاسم مشتق من اللاتينية «بونتيكولوس»، والتي تعني «الجسر الصغير».

## الآثار والأماكن ذات الأهمية

### العمارة الدينية
يوجد في المنطقة ثلاثة مباني كنسية: كنيسة الرعية المخصصة لسانت مارتن أوف تورز والتي يرجع تاريخها إلى حوالي عام 1400، وكنيسة الصليب المقدس (كانت مخصصة سابقًا للقديس روش، وتقع في قرية بانشيت) وكنيسة الأحزان (تورين هاملت).

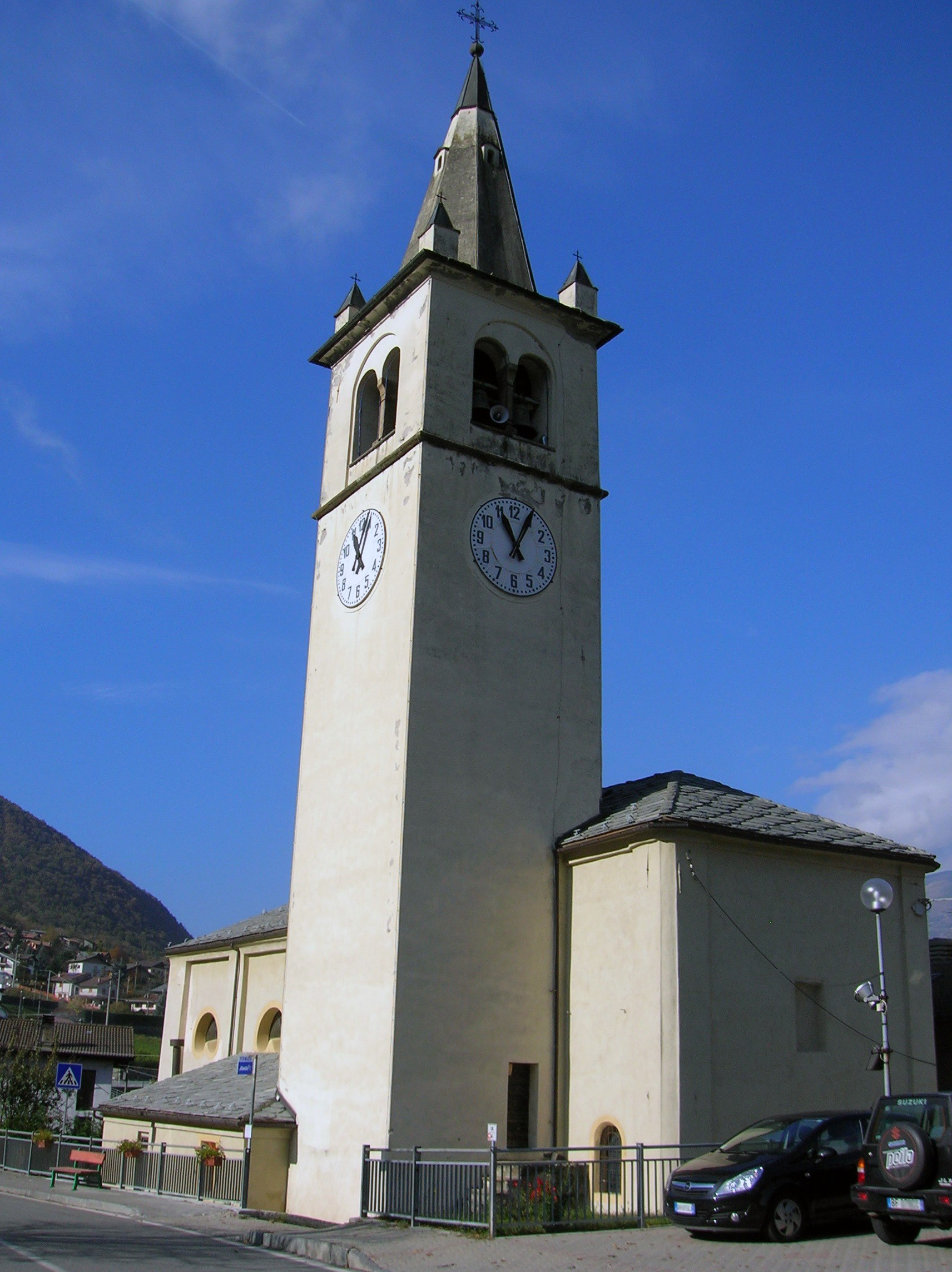
كنيسة أبرشية القديس مارتن أوف تورز
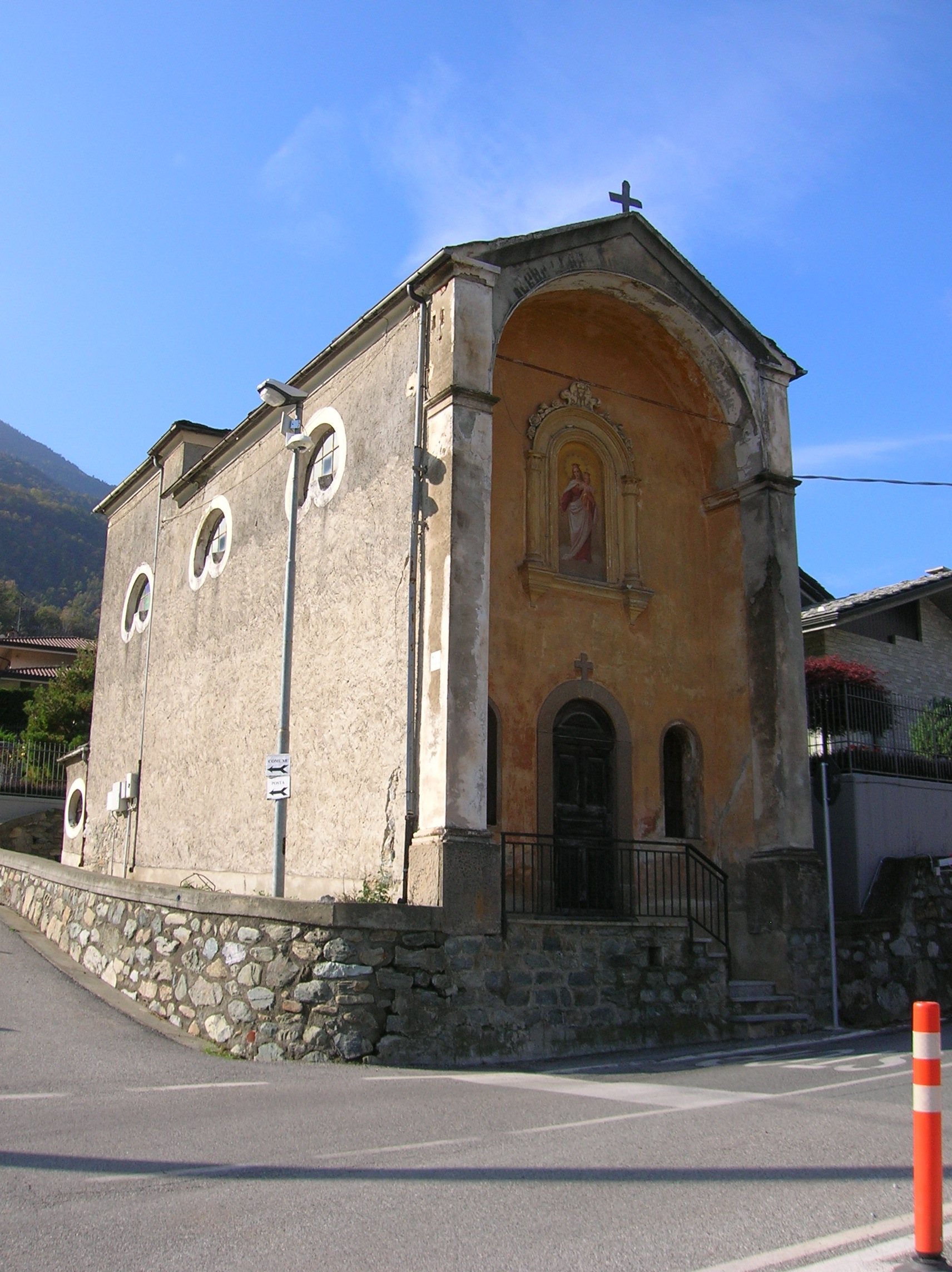
الكنيسة بالقرب من دار البلدية

### العمارة المدنية
في بلان كوكا توجد بقايا الآثار الصناعية، الفرنسية للفرن الكبير، فرن صهر يعود تاريخه إلى القرن الثامن عشر، بينما في أوسرت توجد بقايا «مسبك» جيرفاسون.

## المجتمع

### التركيبة السكانية
كان لدى بونتي زيادة طفيفة في عدد سكانها في بداية الثمانينيات.

### اللغات واللهجات
كما هو الحال في بقية وادي أوستا، يتم التحدث في بونتي أيضًا بلهجة فالدوتان.

## البنية التحتية والنقل

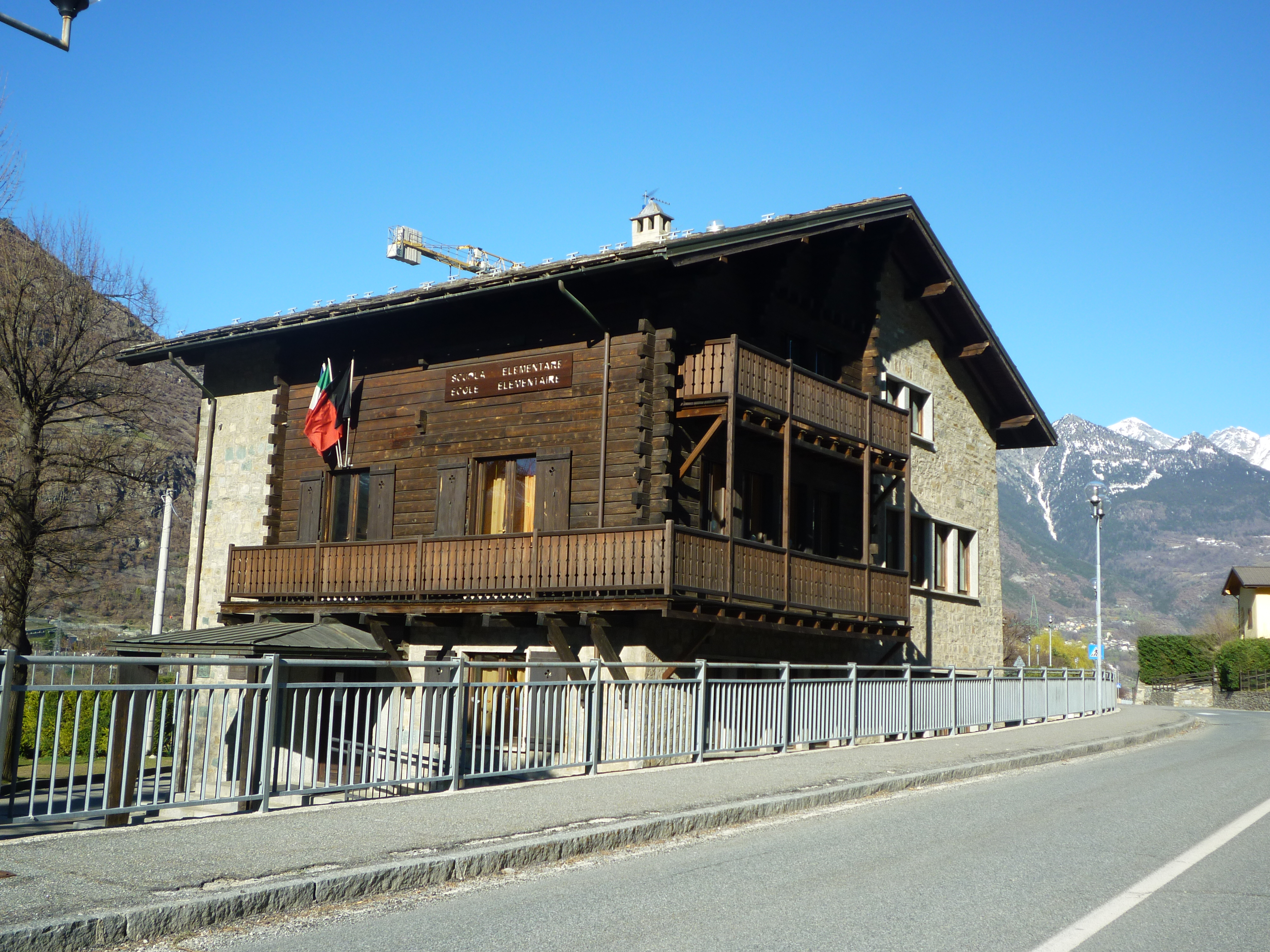
المدرسة الابتدائية.

### تعليم
توجد في البلدية مدرسة ابتدائية مخصصة لجان أندريه أربينسون وروضة أطفال مخصصة للوران صموئيل هنريود.

### البنية التحتية الرياضية
المدينة بها منطقة رياضية للترفيه مفتوحة في 3 مايو 2010، لممارسة كرة القدم 5 والكرة الطائرة والتنس. في منطقة البلدية يوجد أيضًا جدار تسلق.

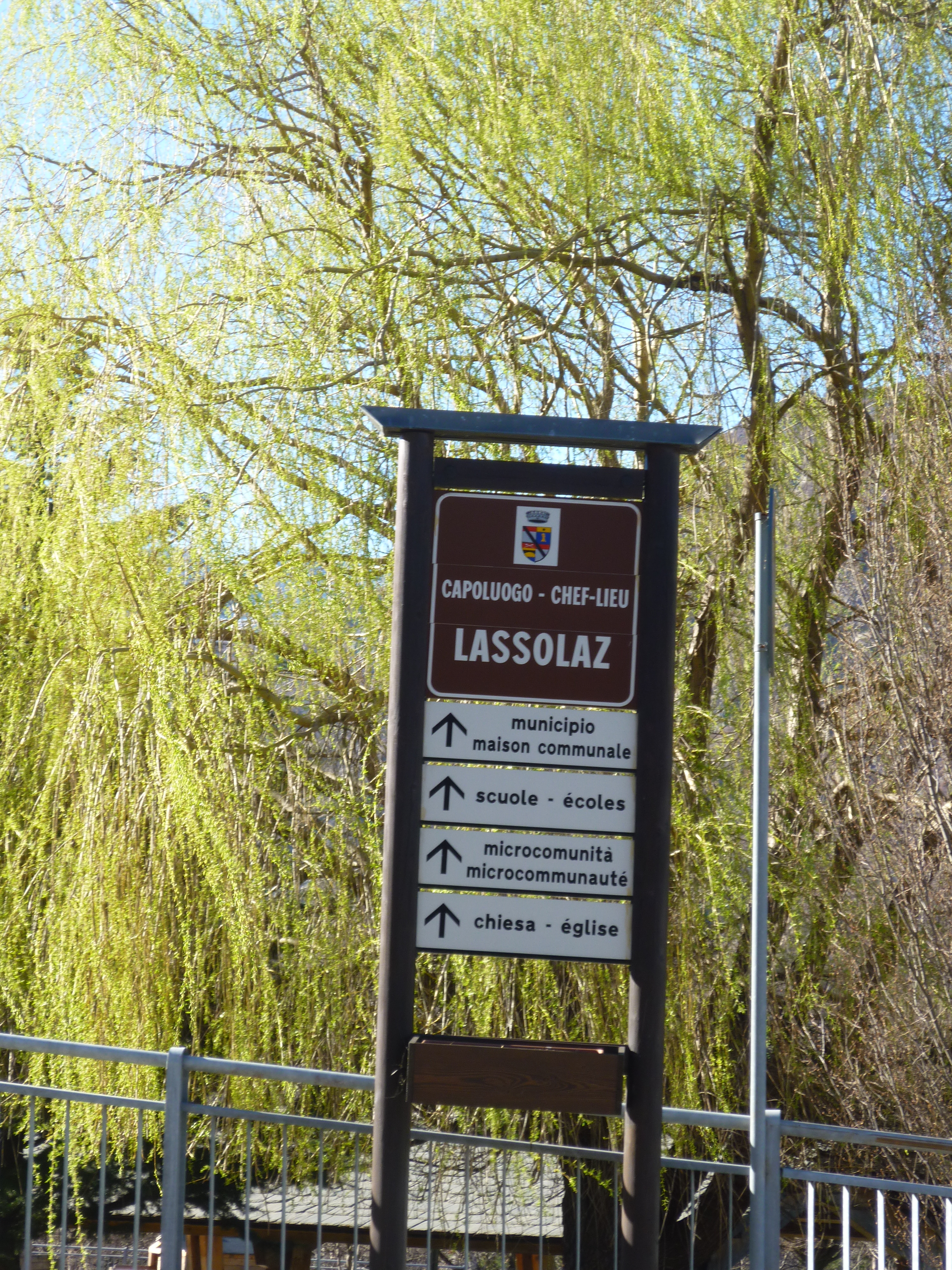
لافتة طريق ثنائية اللغة (إيطالية - فرنسية) في لاسولاز (شيف ليو).

### الطرق
تتكون شبكة الطرق التابعة للبلدية من الطريق الإقليمي رقم 10 الممتد من الشرق إلى الغرب إلى التقاطع بين قريتي بانشيت وفاليرود، بالقرب من كنيسة الصليب المقدس.
ترتبط بونتي بالبلديات المجاورة من خلال جسرين على درة بالتيا: على الطريق الوطني 26 (تورين - لا تويلي)، والآخر مع شاتيلون يمر بالقرب من محطة سكة حديد شاتيلون.

## إدارة

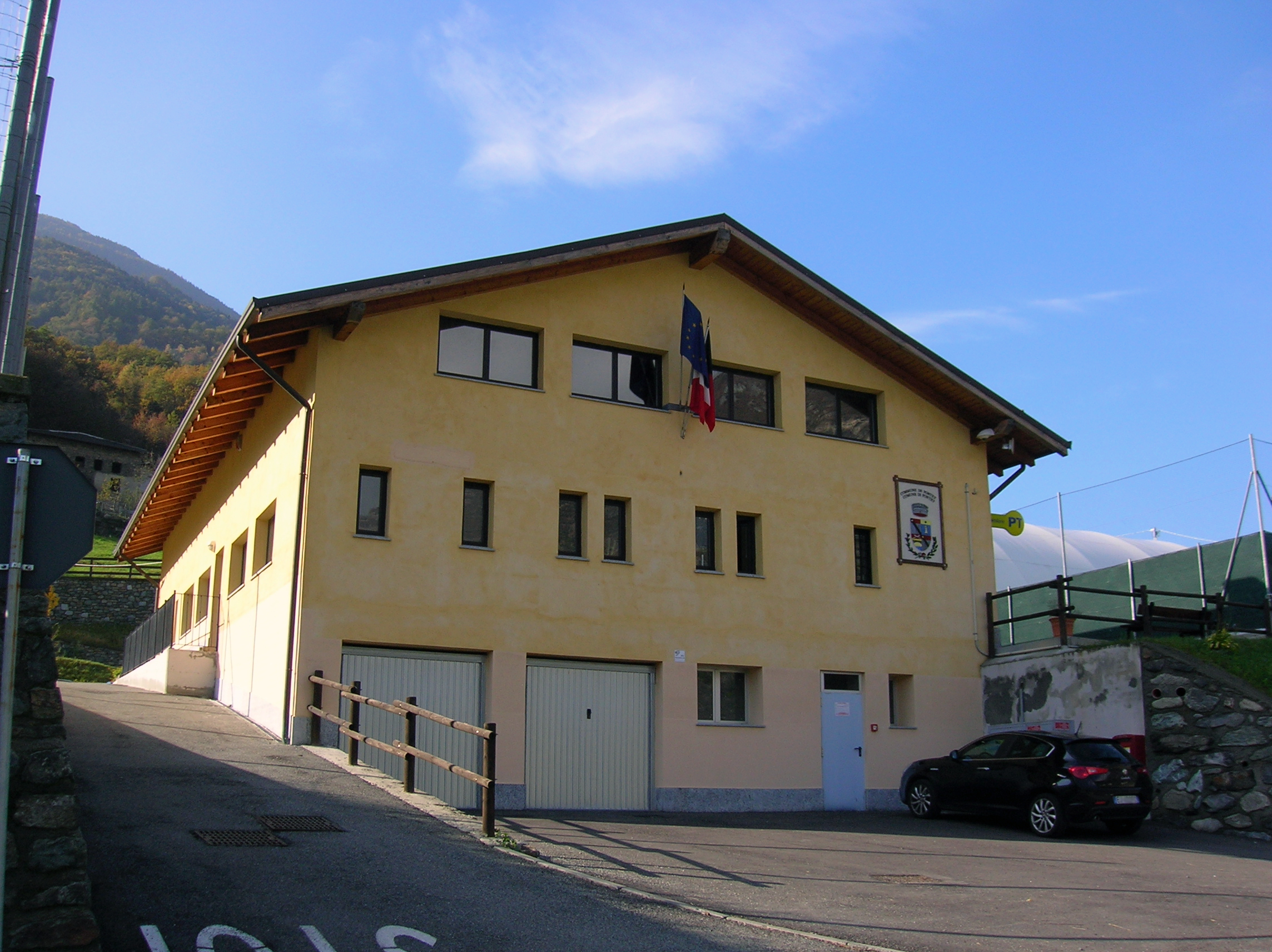
قاعة المدينة

## فهرس
- Fausta Baudin، عمر Borettaz، Rosella Obert، Pontey: storia e immagini di una comunità، Aosta: Tipografia valdostana، 2002
- Damien Daudry، Segnalazione e documentazione fotografica del Villaggio protostorico della Cime Noire، in Bulletin d'études préhistoriques et archéologiques alpines، fascicolo 16، 2005، pp. 157 - 176
- ماريو كاتالانو، Santuario astronomico delle ruote cosmiche in Val Mariana، 2002
- بيير دودري، اقتراح دي بييتر سولاري إي دي أونا سترادا، في Bulletin d'études préhistoriques alpines، fascicolo 2، 1969/1970، pp. 183 - 188

## روابط خارجية
- Pontey على مشروع الدليل المفتوح